# Ocru (culoare)
Ocru este o argilă colorată în galben, în roșu sau brun, datorită cantității și gradului de hidratare a oxidului de fier pe care-l conține. E constituit din circa 55-65% silice, 10-40% sescvioxizi de fier, 2-5% alumină, cum și apă, carbonat de calciu etc.  Este folosit ca pigment la prepararea unor vopsele. Ocrul brut, extras din pământ, se spală cu apă, se separă de pietriș și de nisip, iar apoi e măcinat, malaxat și introdus în apă; pulberea fină rămâne la suprafața apei și se decantează, iar la fund rămân particulele mari.
Se disting 3 feluri de ocru. 
- 1. Ocrul galben numit și lutișor, (10-35% oxid galben de fier) astfel obținut e utilizat ca pigment pentru vopselele de apă și de ulei pentru tapete.
- 2. Ocrul roșu, numit și roșu de Veneția, (9-12% oxid roșu de fier) se obține prin calcinarea ocrului galben, pentru a transforma oxidul feric hidratat în oxid de fier anhidru de culoare roșie. Are aceleași întrebuințări.
- 3. Ocrul brun, numit și umbra, conține, pe lângă o mare cantitate de oxid de fier hidratat, și oxid de mangan. Fiind foarte stabil, se utilizează și în pictură, cum și la vopsirea țesăturilor.[1]

## Culoarea
Culoarea ocru este o culoare galbenă-brună (cafenie-gălbuie) deschisă asemănătoare cu culoarea ocrului. Culoarea bubalină sau ocru-deschisă (brun-gălbuie deschisă) este asemănătoare cu culoarea pielii bivolului, căprioarei. Culoarea căpruie (cafenie-gălbuie) a ochilor este asemănătoare cu culoarea ocru.
În limba engleză pentru culoarea bubalină este folosit termenul buff (Of the colour of buff leather; a light brownish yellow = de culoarea pielii de bivol, culoare galben-brună deschisă), iar pentru culoarea ocru termenul ochreous, ocherous (Of the colour of ochre; spec. of a light brownish yellow = de culoarea ocrului, culoare galben-brună deschisă).

## Note

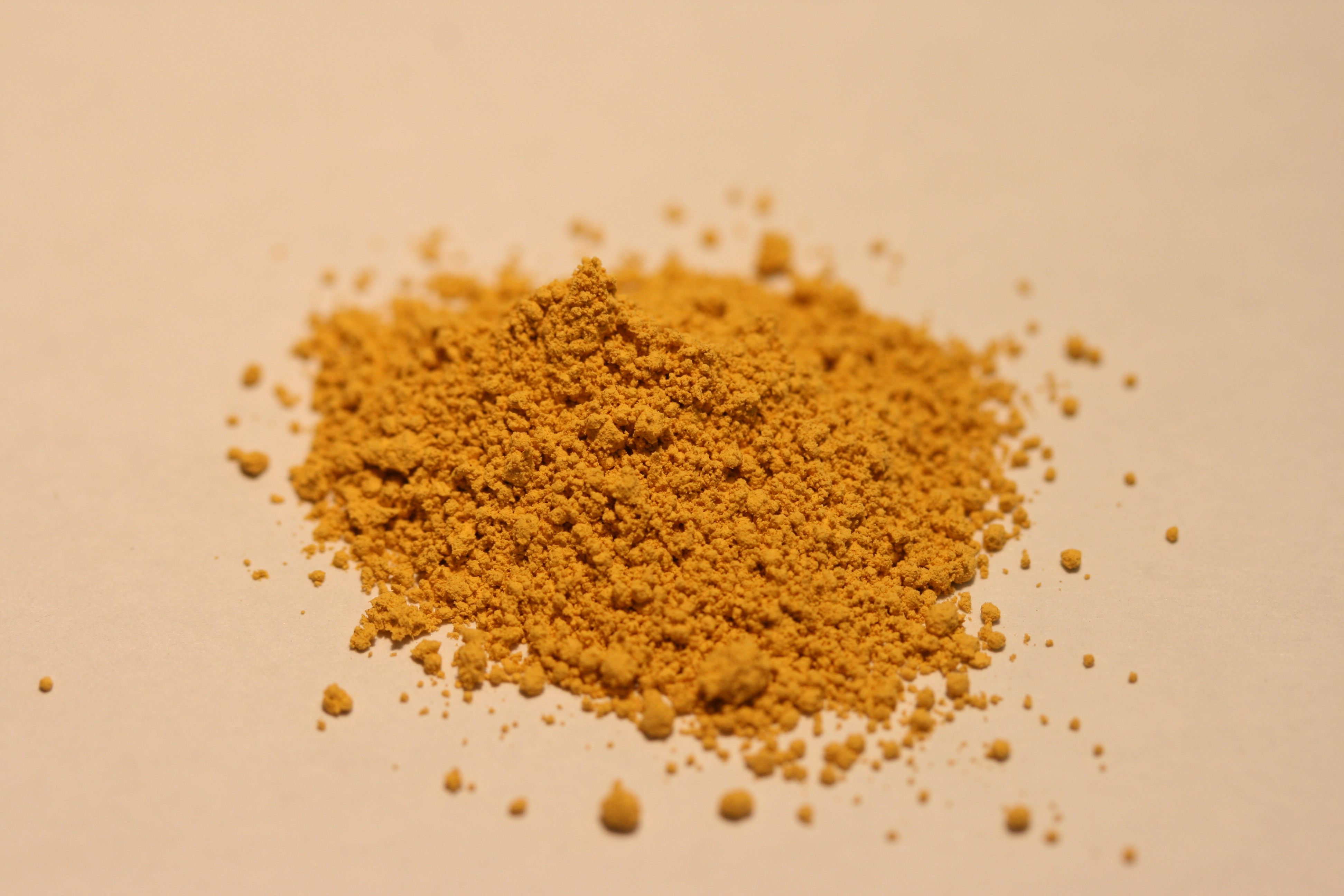
Culoarea ocru a pigmentului de ocru
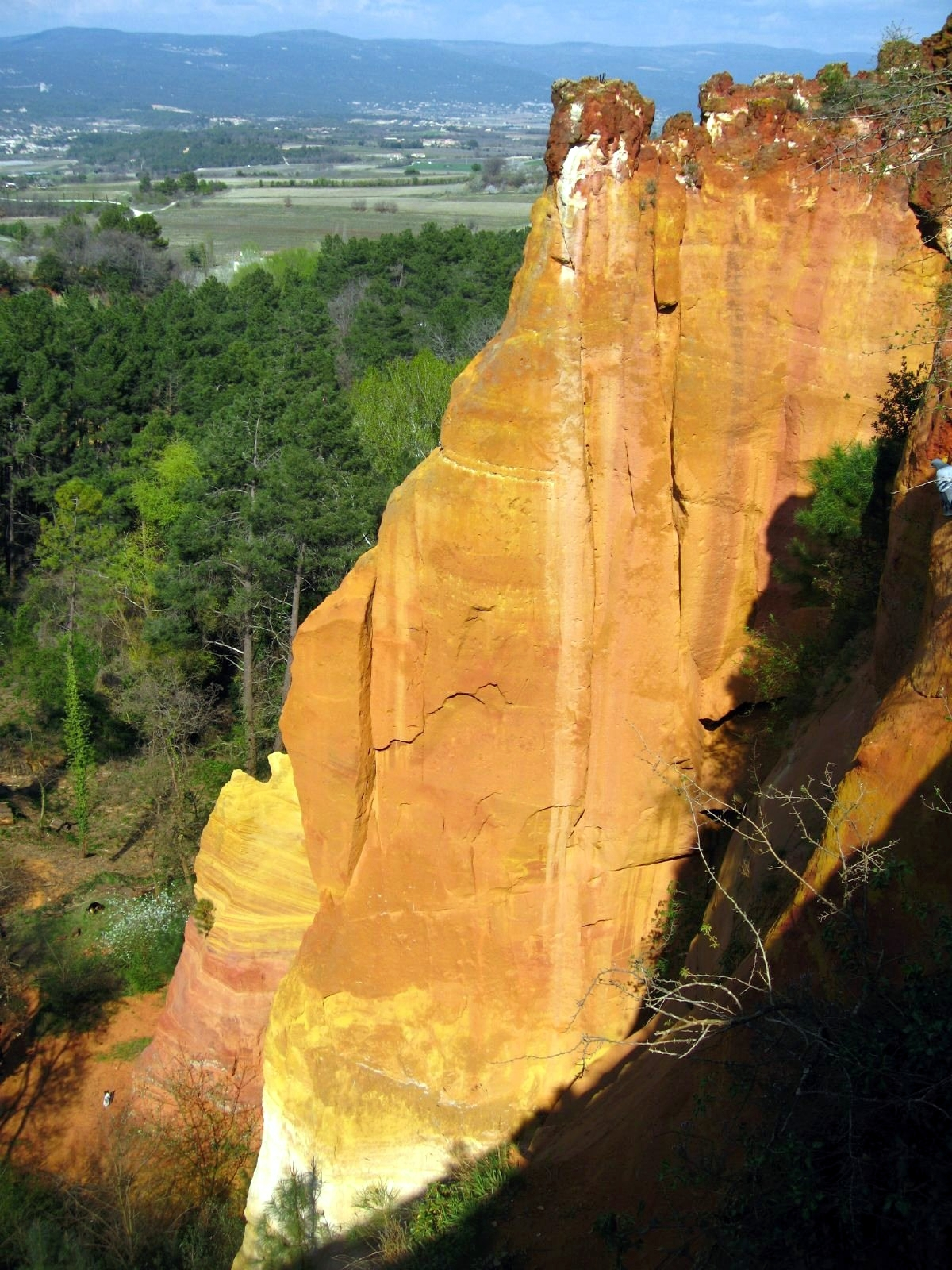
Culoarea ocru a unui mal dintr-o carieră de ocru
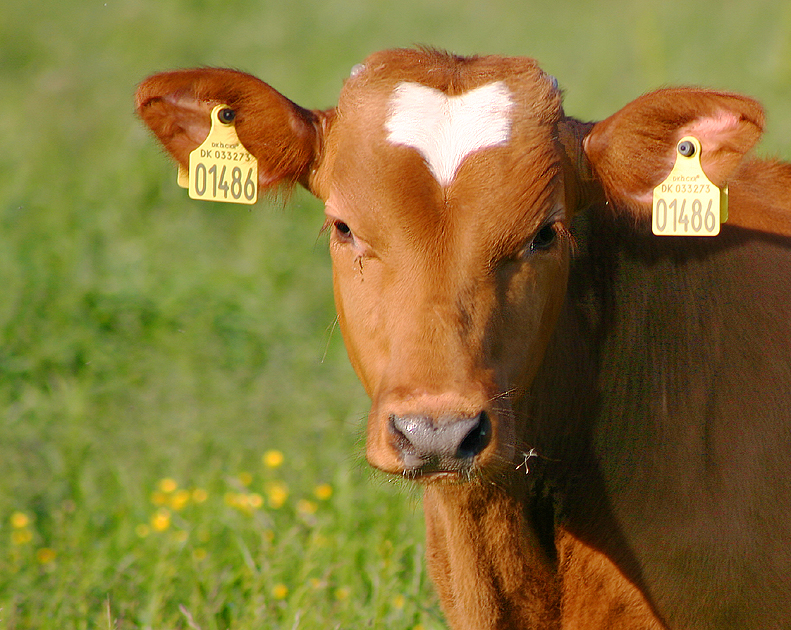
Culoarea ocru a unui vițel
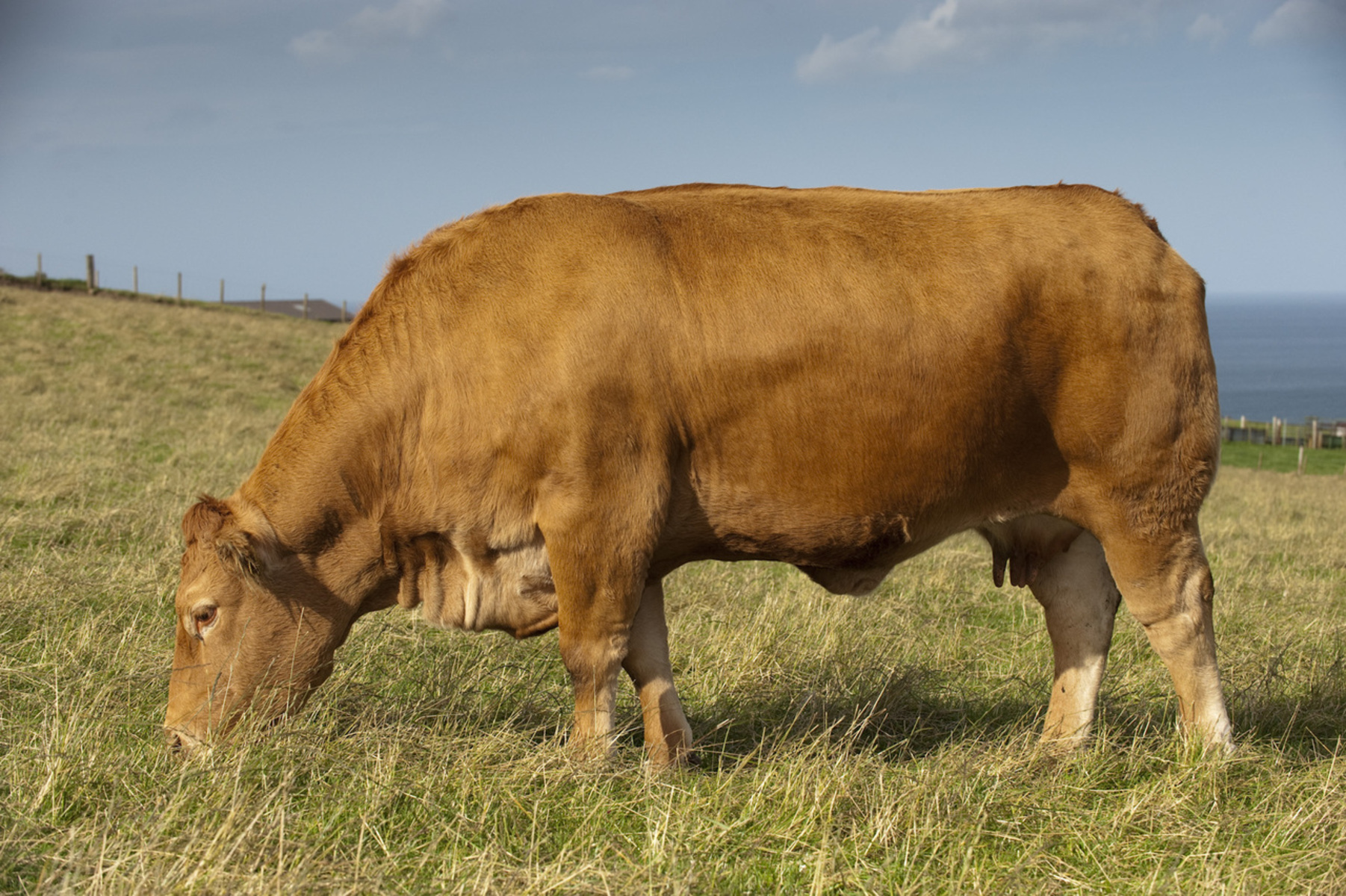
Culoarea ocru a vacii
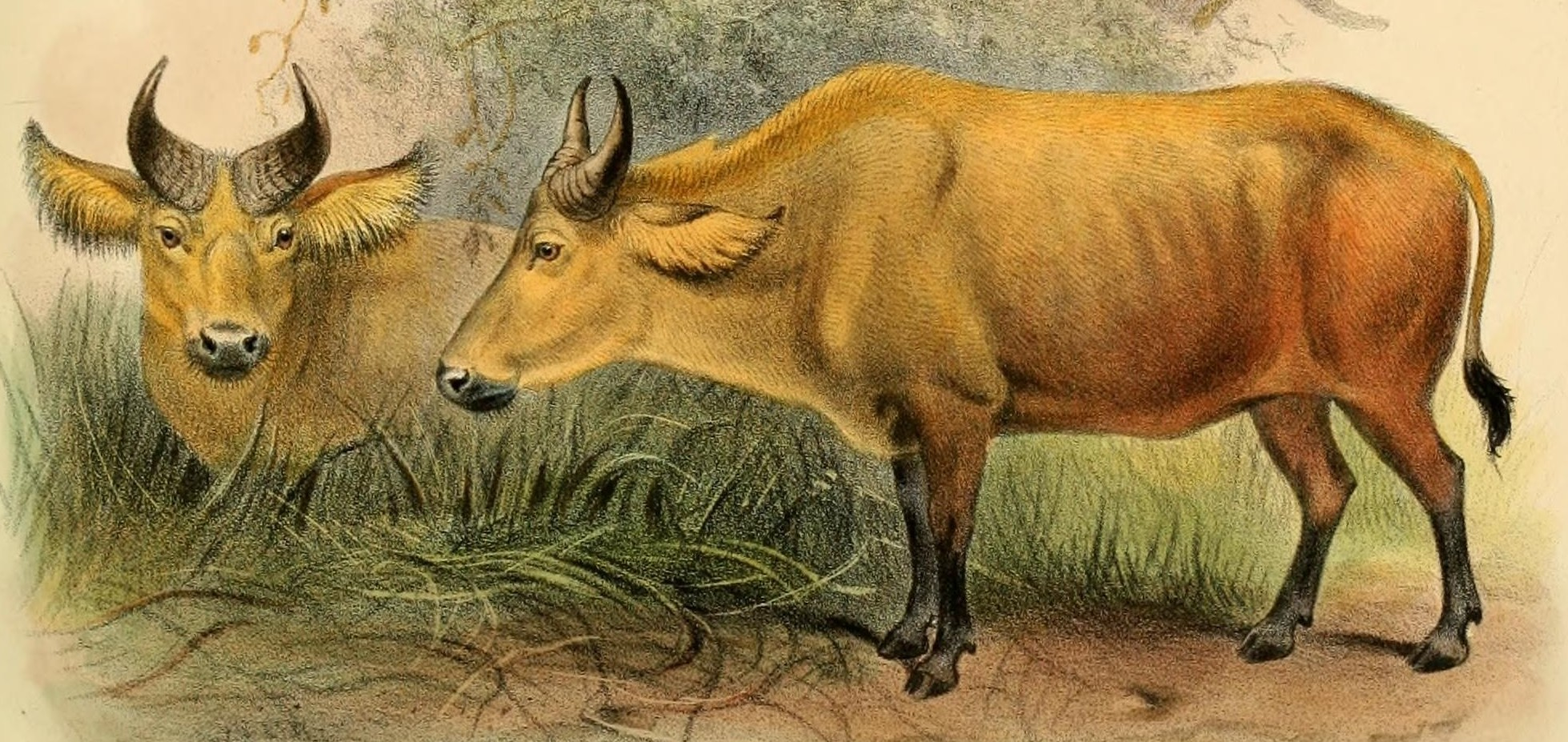
Culoarea bubalină a bivolului african de pădure (Syncerus caffer nanus)
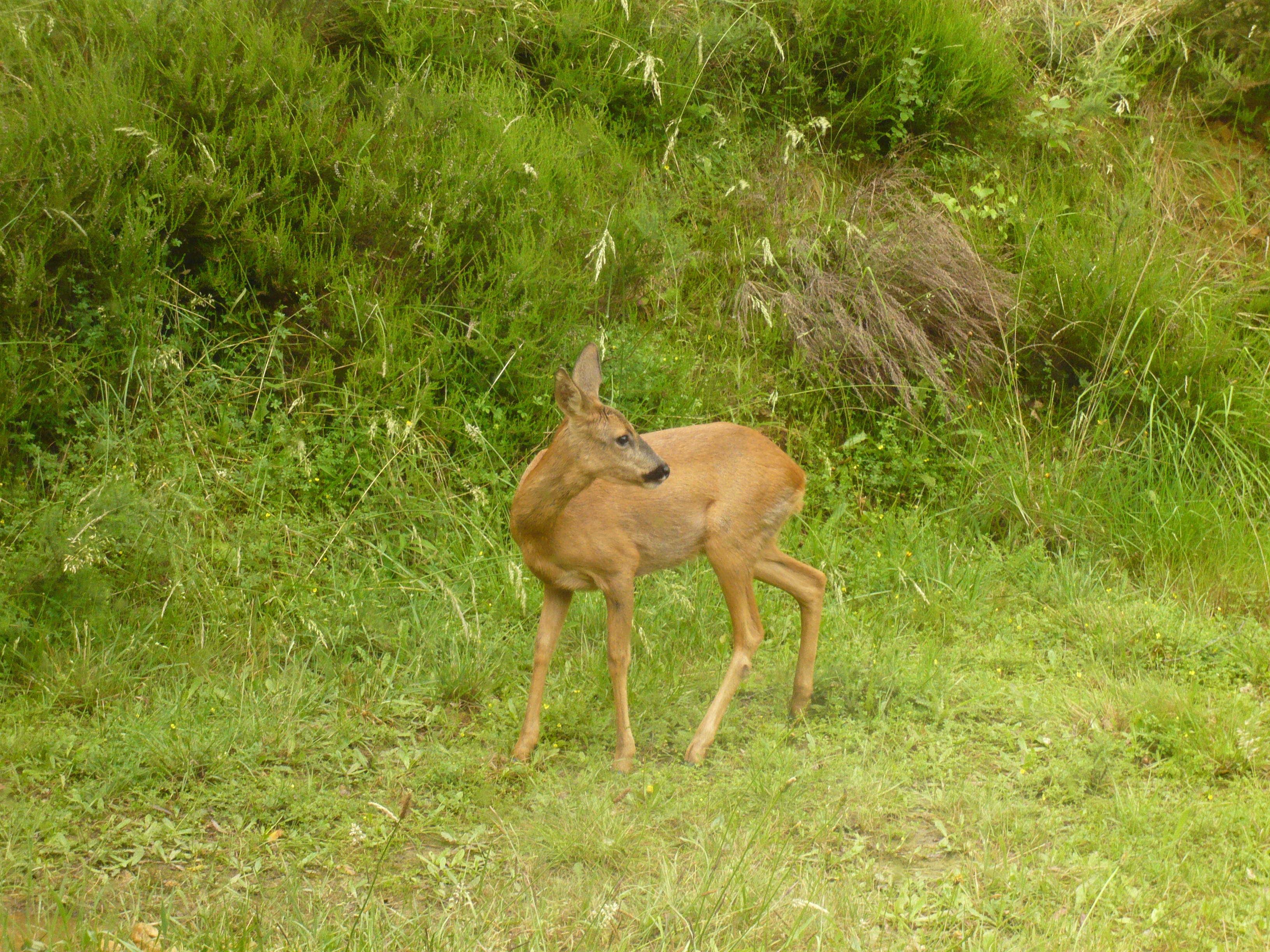
Culoarea bubalină a căprioarei (Capreolus capreolus)
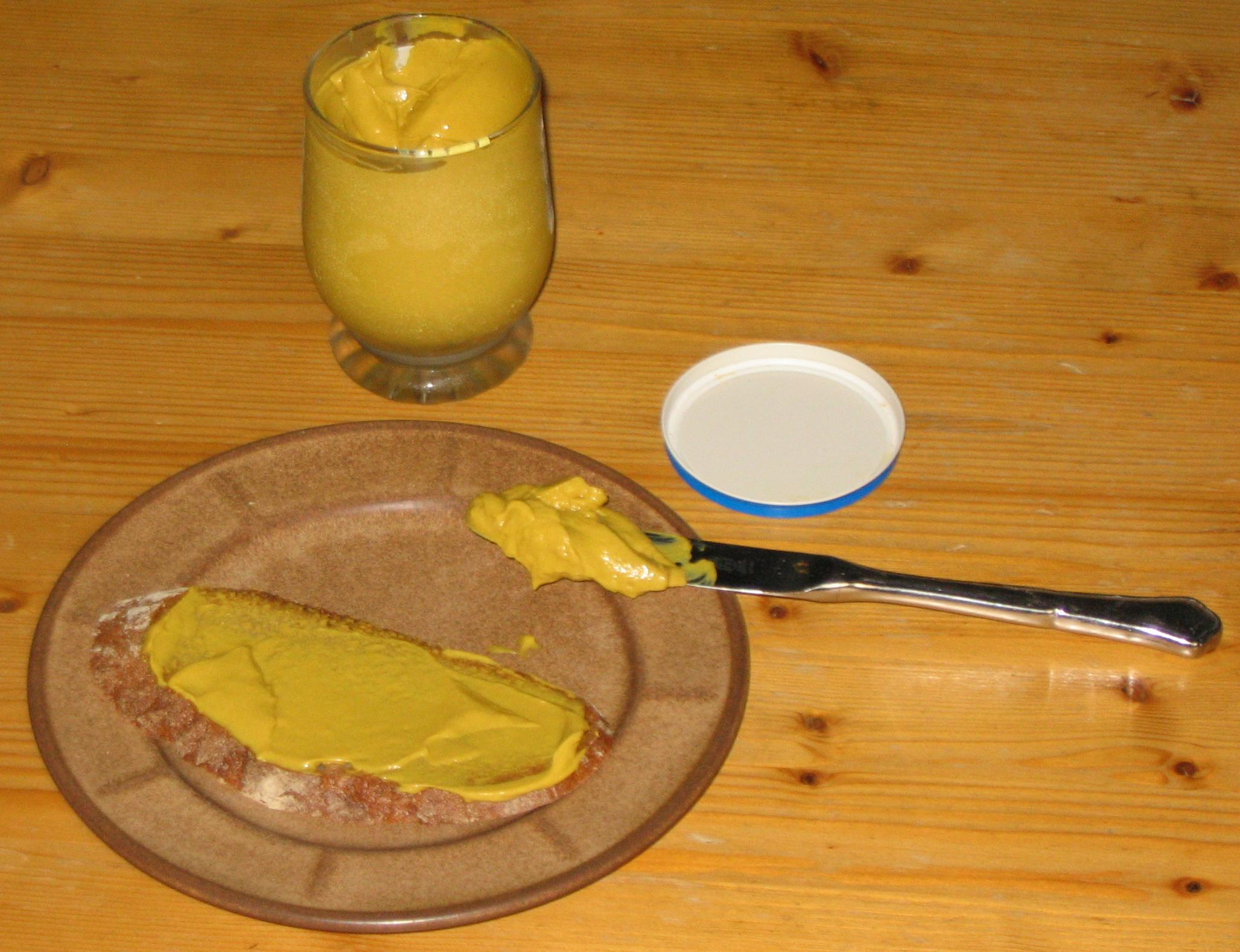
Culoarea bubalină a muştarului
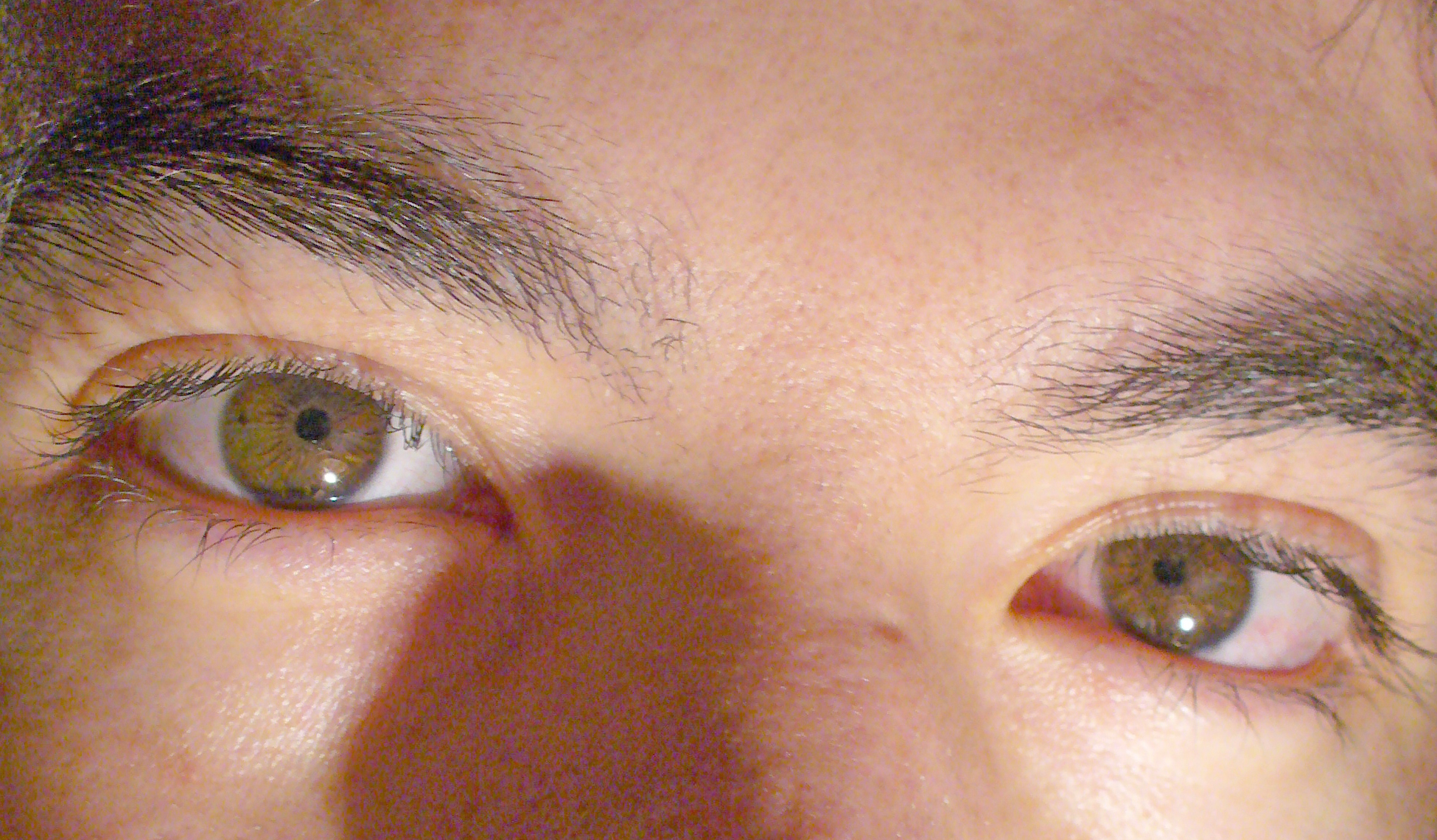
Ochi căprui